# Menon van Pharsalos
Menon van Pharsalos was een Griekse generaal die een deel van de Tienduizend Griekse huurlingen leidde die gebruikt werden door Cyrus de Jongere om zijn broer Artaxerxes II van de Perzische troon te stoten. Na de dood van Cyrus in de Slag bij Cunaxa werden de andere generaals van het Griekse leger vermoord. Volgens Xenophon werd enkel Menon gespaard, maar hij werd gedurende een jaar gemarteld om uiteindelijk toch te worden vermoord. Volgens Diodorus werd Menon gespaard omdat hij bereid was geweest om de Grieken te verraden. Menon komt ook voor in een gelijknamig stuk van Plato: Menon. Dit stuk speelt zich af in 402 voor Christus, een jaar voor Cyrus' expeditie in Perzië. 